# الیزا مک‌کارتنی
الیزا مک‌کارتنی (انگلیسی: Eliza McCartney؛ زادهٔ ۱۱ دسامبر ۱۹۹۶) ورزشکار پرش با نیزه اهل نیوزیلند است.
وی در مسابقات کشوری و بین‌المللی در مجموع برندهٔ ۲ مدال نقره، ۲ مدال برنز شده‌است.